# Janasir
Janasir (en árabe: خناصر‎ / ALA-LC: Khanāṣir), también conocida como Khanasir, es una localidad situada en el distrito sirio de as-Safira. Es uno de los veinticuatro ciudades y pueblos situados en el valle de Janasir, un área con una población de 11.000 habitantes.

## Historia

### Edad Antigua
Plinio el Viejo se refiere a la ciudad como Chenneseri. Parece ser que la etimología de Janasirno existe en arameo, y es poco probable una etimología árabe (una inverosímil es "jinsar", que significa "dedo meñique"). También es posible un origen etimológico acadio, siendo este un nombre derivado de la palabra "hunsiru", una variante de la palabra "humsiru" que significa rata o ratón.
Durante el dominio bizantino, la ciudad se conocía como Anasartha, encerrada dentro de murallas al oeste de Siria. En este momento era un kastrón (asentamiento fortificado en la cima de una colina) que fue designado polis por el emperador bizantino Justiniano I. Un viaje de agua que data de la época bizantina que servía como fuente de agua para el pueblo permaneció operativo hasta bien entrado el siglo XX. Según Robert L. France, los restos de la Anasartha de la era bizantina «son visibles en la calle, en las paredes recién construidas y dentro de las casas residenciales». Anasartha y sus pueblos circundantes disfrutaron de un período de prosperidad entre finales del siglo IV y principios del siglo VI. La gran mayoría de las casas e iglesias descubiertas en esta región son de ese período. La iglesia de Anasartha en sí data del 426. Su obispo Maras participó en el Concilio de Calcedonia en 451, y su sucesor Ciro fue signatario de la carta que los obispos de la provincia enviaron en 458 al emperador bizantino León I el Tracio para protestar por el asesinato de Proterio de Alejandría. Otro obispo construyó un "refugio" en la vecina Buz al-Khanzir en 506-507. Anasartha, que ya no es un obispado residencial, figura hoy en la lista de la Iglesia Católica como sede titular.

### Edad árabe
Janasir, conocido por los primeros árabes como "Khunasira", se convirtió en un estado fortificado y residencia frecuente del califa omeya Umar II (r. 717-720). Murió y fue enterrado allí.

### Edad Contemporánea
A principios del siglo XX, inmigrantes circasianos de Manbij, al noreste de Alepo, se establecieron en Janasir, utilizando materiales de construcción antiguos del sitio para restablecer la ciudad. Si bien el viaje de agua de la era bizantina dejó de suministrar agua a la aldea después de la construcción de pozos de bombeo en el área al oeste del valle de Janasir en 1975, se describió la estructura de 12 km de largo en 1959 como capaz de descargar 8 litros por segundo, irrigando una superficie de 0,15 km².
El 23 de febrero de 2016, el Observatorio Sirio de Derechos Humanos informó que el ISIS había capturado la ciudad, que se encuentra a lo largo de una carretera principal y una ruta de suministro a la ciudad de Alepo. Dos días después, el ejército sirio logró recuperar la ciudad.